# Knott-Nunatak
Der Knott-Nunatak ist ein rund 750 m hoher Nunatak auf der westantarktischen Alexander-I.-Insel. Er ragt 1,5 km nordwestlich des nördlichen Endes der LeMay Range auf.
Der britische Geograph Derek Searle vom Falkland Islands Dependencies Survey kartierte ihn 1960 anhand von Luftaufnahmen der US-amerikanischen Ronne Antarctic Research Expedition (1947–1948). Das UK Antarctic Place-Names Committee benannte ihn 1977 nach Christopher Edward Knott (* 1944) vom British Antarctic Survey, der von 1974 bis 1975 auf Stonington Island sowie von 1975 bis 1976 auf der Adelaide-Insel tätig und an der Messtischvermessung des Gebiets um den Nunatak beteiligt war.